# ماهر السامرائي
ماهر السامرائي (من مواليد عام 1950م في مدينة سامراء) أستاذ مادة النحت الفخاري في أكاديمية الفنون الجميلة جامعة بغداد.
أكمل دراسته الثانوية في مدينة سامراء والتحق في اكاديمية الفنون الجميلة جامعة ببغداد تخرج منهاعام 1974م وحاضر فيها معيدا ثم سافر أواسط الثمانينات إلى لوس انجلوس في الولايات المتحدة الإمريكية ليحصل على الماجستير في الفنون 1984م ثم الماجستير في النحت الفخاري والتزجيج 1985م.

## طفولته
يقول الفنان ماهر السامرائي «ولدت في بيت لايبعد عن الجامع الكبير في سامراء سوى امتار قليلة هذا الجامع ذو القبة العملاقة المزججة والخطوط والألوان التي تذهل المشاهد حيث الحرف العربي يرقص بين اللونين الشذري والأزرق، وبين العسلي البني والأخضر وحمرة الورد على التوريق و كنت أرى روحا مسكونة عند كل هامة حرف ورداء منزوعا عند كل انحنائه والسيف بحده واقفا عند حرف الالف، كنت اقلد افاريز كتابية في الجامع الكبير قبل ان ادخل المدرسة فارسم الحرف ولا اعرف قرآته فزرع الحرف في الذاكرة زرعا، وفي الصيف كنت العب تحت القبة الذهبية العملاقة فكانت الحروف تتراقص في المرايا وهذا المشهد لم يزل في ذاكرتي حتى انني تعلمت كتابة لفظ الجلالة قبل دخولي المدرسة، وفي مرحلة الابتدائية كنت اسبح مع الأطفال في نهر دجلة فاجمع الطين وانحت ايات من القرآن الكريم، وانقل تلك الحروف إلى البيت»[بحاجة لمصدر]

## دراسته
تخرج في كلية الفنون الجميلة /جامعة بغداد عام 1974. لقد درس الفنان ماهر السامرائي لمدة اربع سنوات على يد الفنان إسماعيل فتاح الترك حيث درس على يديه مادة النحت الخزفي، اما فالنتينوس فتعلم على يديه تقنيات السيراميك من تحضير الطين إلى التزجيج والتي تتطلب دراية في الكيمياء والفيزياء، ودرَسَ كذلك على يد الخزاف سعد شاكر وكان المتحف العراقي المعين، فكل زيارة كانت تملأ الرؤيا وتثقل الكاهل بوزن مسلة حمورابي، التي الهمته الكثير من الأعمال، وخزفيات القرون الهجرية الثاني والثالث والرابع والخامس، وما سبقها من فخاريات تل صوان و تل حسونة , الهمته الكثير في تنفيذ الاساليب التشكيلية الخزفية بعد تخرجه من أكاديمية الفنون، عمل معيداً في قسم السيراميك، لمدة خمس سنوات في تعليم الطلبة، كانت الأفران ممتلئة بالأعمال الطينية للطلبة المبتدئين، وكان يشرف على تلوينها وتزجيجها وحل مشكلات الحرق والتزجيج مما مكنه من السيطرة على البناء الخزفي، وامتلاك التقنية الصعبة في السيطرة على الحرق والتلوين.[بحاجة لمصدر]
دراسته العليا في أواسط الثمانينات سافر إلى الولايات المتحدة لاكمال دراسته العليا في لوس انجلوس في ولاية كاليفورنيا حيث يوجد أشهر خزافي أمريكا، هنالك حصل على مشغل واسع متكامل مشاركه مع الفنان ادوارد فورد عميد الكلية، فانتج أعمال مشتركه معه تجاوزت في حجمها المتر ونصف المتر ارتفاعا وشارك في العديد من المعارض المهمة في كاليفورنيا ونيويورك التي حصلت على العديد من الجوائز الكبرى وقد استضيف من قبل رساموا أمريكا الذين اسهموا في رسم جدران الطرق السريعة والإنفاق بمناسبة أولمبياد لوس انجلوس عام 1984 وشارك أيضا باعماله العملاقة في السانتامونيكا غاليري فكانت تلك انطلاقته الواسعة الخطوة للمشاركة في كثير من المعارض. في هذه المرحلة اسلوبه النحتي الخزفي لم يتغير، بل كان متمما لما بدئه في العراق، اما التاثير فكان في مجال الحجم والحرق بالغاز بدل الكهرباء، وإضافة تقنية الحرق بالاختزال ثم التزجيج بالملح في درجات الحرارة العالية وهي تقنية لم تكن موجودة في الشرق.[بحاجة لمصدر]
حصل عام 1984على درجة الماجستير فنون_ لوس انجلوس عام 1985 اكمل الماجستير في النحت الخزفي _ لوس انجلوس

يعمل حاليا أستاذ مادة النحت الفخاري في أكاديمية الفنون الجميلة جامعة بغداد
المعارض الشخصية
1982 قاعة الرواق - بغداد
1984 جامعة كاليفورنيا - لوس انجلوس
1985 كاليفورنيا - الولايات المتحدة
1994 مركز صدام للفنون
1994 قاعة عالية - عمّان
1998 قاعة حوار - بغداد
1998 المجمع الثقافي في أبو ظبي
2000 قاعة الرواق - المنامة
2001 الاتحاد النسائي العام - أبوظبي
2001 المجمع الثقافي في أبو ظبي
2001 قاعة باليسان - الدوحة
معارض مشتركة
1986 مهرجان بغداد العالمي
1988 مهرجان بغداد العالمي
1988 سبعة خزافين - قاعة الاورفلي - بغداد
1989 سومر - بغداد
1990 مهرجان انقرة الدولي - تركيا
1995 قاعة 70 × 50 - بيروت
1996 معرض اصدقاء فالنتينوس
2000 مهرجان القاهرة الدولي للخزف - حصل على جائزة اللجنة التحكيمية
2002 معرض الخزف العربي - الرياض
2005 معرض الفنون التشكيلية العراقي المعاصر -
باريس
دراسات نقدية لاعمال الخزاف ماهر السامرائي
المحاكاة والابتكار في أعمال الخزاف ماهر السامرائي